# Eumenes kashmirensis
Eumenes kashmirensis är en stekelart som beskrevs av Giordani Soika. Eumenes kashmirensis ingår i släktet krukmakargetingar, och familjen Eumenidae. Inga underarter finns listade i Catalogue of Life.